# Metaphycus anneckei
Metaphycus anneckei är en stekelart som beskrevs av Emilio Guerrieri och John S. Noyes 2000. Metaphycus anneckei ingår i släktet Metaphycus och familjen sköldlussteklar.
Artens utbredningsområde är:
- Cypern.
- Egypten.
- Grekland.
- Iran.
- Italien.
- Israel.
- Peru.
- Portugal.
- Spanien.
- Uruguay.

Inga underarter finns listade i Catalogue of Life.